# Göhren (Pappenheim)
Göhren ([ˈɡøːʁən] ⓘ) ist ein Gemeindeteil der Stadt Pappenheim im Landkreis Weißenburg-Gunzenhausen (Mittelfranken, Bayern). Die Gemarkung Göhren hat eine Fläche von 5,181 km². Sie ist in 659 Flurstücke aufgeteilt, die eine durchschnittliche Flurstücksfläche von 7862,21 m² haben. Bestimmendes Merkmal von Göhren ist die Hüll, ein Weiher in der Dorfmitte. Die Kirchweih findet alljährlich am ersten Wochenende im September statt.

## Lage
Das von Feldern und Mischwäldern umgebene Straßenangerdorf liegt auf der Jurahochfläche, knapp 3 Kilometer nordöstlich von Pappenheim.
Die Kreisstraßen WUG 11 und WUG 12 verbinden es mit den umliegenden Orten.

## Geschichte
Der Ort wurde im Jahr 1288 von Marschall Heinrich V. von Pappenheim an der alten Römerstraße gegründet. Zusammen mit den drei anderen Grafendörfern Geislohe, Neudorf und Osterdorf wurde es als Rodungsdorf angelegt.
Am 1. Mai 1978 wurde die bis dahin selbständige Gemeinde in die Stadt Pappenheim eingegliedert.